# Michaela Schmidt (Politikerin)
Michaela Schmidt (* 15. Oktober 1983 in Salzburg) ist eine österreichische Politikerin der Sozialdemokratischen Partei Österreichs (SPÖ). Seit dem 3. März 2025 ist sie in der Bundesregierung Stocker Staatssekretärin für Vizekanzler und Bundesminister für Kunst, Kultur, öffentlichen Dienst und Sport Andreas Babler.

## Leben

### Ausbildung und Beruf
Michaela Schmidt wurde als Tochter des Arbeiterkammer-Direktors Gerhard Schmidt geboren. Nach der Volksschule Liefering 1 besuchte sie das Christian-Doppler-Gymnasium und Realgymnasium, wo sie 2002 maturierte. An der Universität Linz studierte sie von 2002 bis 2007 Wirtschaftsinformatik und von 2005 bis 2008 Wirtschaftswissenschaften, die beiden Studien schloss sie jeweils als Magistra ab.
Von 2007 bis 2014 war sie bei der Arbeiterkammer Oberösterreich in der Abteilung für Wirtschafts-, Sozial- und Gesellschaftspolitik tätig, bevor sie zur Arbeiterkammer Salzburg wechselte, bei der sie 2019 die Leitung der Abteilung Wirtschaft übernahm. Schmidt ist verheiratet und Mutter zweier Kinder.

### Politik
Bei der Nationalratswahl 2017 kandidierte Schmidt als SPÖ-Spitzenkandidatin im Regionalwahlkreis Salzburg Stadt sowie hinter Walter Bacher und Cornelia Ecker auf dem dritten Listenplatz im Landeswahlkreis Salzburg. Bei der SPÖ Salzburg ist sie Mitglied im Landesparteivorstand, im Februar 2022 übernahm sie den Vorsitz im Landesbildungsausschuss der SPÖ Bildung.
Am 20. September 2023 wurde sie als Nachrückerin für Cornelia Ecker als Abgeordnete zum österreichischen Nationalrat angelobt. Im SPÖ-Parlamentsklub wurde sie in der 27. Gesetzgebungsperiode Bereichssprecherin für den Bereich Sustainable Development Goals (SDG), die Nachhaltigen Entwicklungsziele der UNO. Im Oktober 2023 wurde sie in das SPÖ-Bundesparteipräsidium entsandt.
Für die Nationalratswahl 2024 wurde sie auf Platz acht der SPÖ-Bundesliste sowie hinter Andreas Haitzer und Manuela Laimer auf den dritten Listenplatz der Landesliste der SPÖ Salzburg gereiht. Nach der Wahl wurde sie im November 2024 Mitglied im SPÖ-Verhandlungsteams in der Gruppe Wirtschaft und Infrastruktur zur Bildung einer Regierung.